# Parque Nacional Láhko
O Parque Nacional Láhko (em norueguês:  Láhko nasjonalpark) é um parque nacional nos municípios de Gildeskål, Meløy e Beiarn, no condado de Nordland, na Noruega. O parque contém características geológicas únicas, incluindo a maior área carstica e de cavernas da Noruega. Plantas raras e charales também podem ser encontradas dentro do parque. O parque foi inaugurado em dezembro de 2012 e cobre uma área de cerca de 188 km2 (73 sq mi).